# Бритівська сільська рада
Бриті́вська сільська́ ра́да — колишня адміністративно-територіальна одиниця та орган місцевого самоврядування в Білгород-Дністровському районі Одеської області. Адміністративний центр — село Бритівка. Ліквідована в 2020 році. 

## Загальні відомості
Бритівська сільська рада утворена в 1965 році.
- Територія ради: 70,91 км²
- Населення ради: 4 063 осіб (станом на 2001 рік)

## Населені пункти
Сільській раді були підпорядковані населені пункти:
- с. Бритівка
- с. Вигон
- с. Польове
- с. Черкеси

## Населення
Згідно з переписом 1989 року населення сільської ради становило 4935 осіб, з яких 2315 чоловіків та 2620 жінок.
За переписом населення 2001 року в сільській раді мешкало 4039 осіб.

### Мова
Примітка. Соціологія з невизначенним джерелом. Міжнародне законодавство забороняє дискримінацію за мовною ознакою. Закон про заборону дискримінації в Україні (№ 5207-VI) набув чинності ще 4 жовтня 2012 року. Наведені дані мають приватне судження. 
Розподіл населення за рідною мовою за даними перепису 2001 року:
| Мова       | Відсоток |
| ---------- | -------- |
| українська | 82,53 %  |
| російська  | 16,24 %  |
| болгарська | 0,71 %   |
| молдовська | 0,2 %    |
| циганська  | 0,12 %   |
| гагаузька  | 0,07 %   |
| білоруська | 0,05 %   |
| вірменська | 0,02 %   |

## Склад ради
Рада складалася з 20 депутатів та голови.
- Голова ради:
- Секретар ради: Сирбул Світлана Миколаївна

### Керівний склад попередніх скликань
| Прізвище, ім'я, по батькові | Основні відомості                                            | Дата обрання | Дата звільнення |
| --------------------------- | ------------------------------------------------------------ | ------------ | --------------- |
| Мерешко Михайло Гаврилович  | Сільський голова, 1955 року народження, член Народної партії | 26.03.2006   | 31.10.2010      |

Примітка: таблиця складена за даними сайту Верховної Ради України

### Депутати
За результатами місцевих виборів 2010 року депутатами ради стали:

#### За суб'єктами висування
| Суб'єкт висування | Кількість обраних депутатів | %  |
| ----------------- | --------------------------- | -- |
| Партія регіонів   | 16                          | 80 |
| Самовисування     | 4                           | 20 |

#### За округами
| № округу        | Прізвище, ім'я, по батькові       | Дата визнання обраним | Освіта             | Партійна приналежність | Відомості про обраного депутата                                                      |
| --------------- | --------------------------------- | --------------------- | ------------------ | ---------------------- | ------------------------------------------------------------------------------------ |
| Партія регіонів |                                   |                       |                    |                        |                                                                                      |
| 1               | Остапенко Тетяна Анатоліївна      | 01.11.2010            | вища               | позапартійна           | Бритівська сільська рада, спеціаліст                                                 |
| 2               | Торбинська Тетяна Василівна       | 01.11.2010            | вища               | член Партії регіонів   | приватне підприємство, продавець                                                     |
| 4               | Задорожна Лідія Михайлівна        | 01.11.2010            | вища               | член Партії регіонів   | управління ветеринарної медицини Білгород-Дністровського району, головний спеціаліст |
| 6               | Ковпак Петро Маркович             | 01.11.2010            | вища               | позапартійний          | пенсіонер                                                                            |
| 7               | Сирбул Світлана Миколаївна        | 01.11.2010            | середня спеціальна | позапартійна           | Бритівська сільська рада, секретар                                                   |
| 8               | Гілко Вікторія Леонідівна         | 01.11.2010            | вища               | позапартійна           | Білгород-Дністровський МВ УМВС, інженер режиму секреторного сектору                  |
| 9               | Радулов Володимир Олександрович   | 01.11.2010            | середня спеціальна | член Партії регіонів   | пенсіонер                                                                            |
| 10              | Сапунов Микола Миколайович        | 01.11.2010            | вища               | член Партії регіонів   | ТОВ «Авант Трейд», менеджер                                                          |
| 12              | Сорочан Валерій Кирилович         | 01.11.2010            | середня спеціальна | член Партії регіонів   | приватний підприємець                                                                |
| 13              | Новак Людмила Анатоліївна         | 01.11.2010            | вища               | член Партії регіонів   | Білгород-Дністровське УГВ, провідний інженер                                         |
| 14              | Біда Любов Андріївна              | 01.11.2010            | вища               | позапартійна           | пенсіонер                                                                            |
| 15              | Левченко Тетяна Антонівна         | 01.11.2010            | середня спеціальна | член Партії регіонів   | приватний підприємець                                                                |
| 17              | Ротар Ольга Анатоліївна           | 01.11.2010            | середня спеціальна | член Партії регіонів   | дошкільний навчальний заклад «Зернятко», вихователь                                  |
| 18              | Павленко Наталя Михайлівна        | 01.11.2010            | середня спеціальна | член Партії регіонів   | тимчасово не працює                                                                  |
| 19              | Гербей Валентина Миколаївна       | 01.11.2010            | середня спеціальна | член Партії регіонів   | дошкільний навчальний заклад «Ластівка», завідувачка                                 |
| 20              | Чабан Микола Дмитрович            | 01.11.2010            | середня спеціальна | член Партії регіонів   | охоронний комплекс"Патріот", охоронець                                               |
| Самовисування   |                                   |                       |                    |                        |                                                                                      |
| 3               | Соловей Віталій Павлович          | 01.11.2010            | середня спеціальна | позапартійний          | фермер                                                                               |
| 5               | Шаброй Тетяна Григорівна          | 01.11.2010            | вища               | позапартійна           | Білгород-Дністровська ЦРЛ, лікар-педіатор                                            |
| 11              | Волкова Катерина Іванівна         | 24.02.2013            | вища               | позапартійна           | Бритівська ЗОШ, педагог-організатор                                                  |
| 16              | Ципльонок Валентина Володимирівна | 01.11.2010            | вища               | позапартійна           | Вигонська загальноосвітня школа І-ІІ ст., вчитель                                    |